# Reductio ad absurdum
Reductio ad absurdum (latim para "redução ao absurdo"), é um tipo de argumento lógico no qual alguém assume uma ou mais hipóteses e, a partir destas, deriva uma consequência absurda ou ridícula, e então conclui que a suposição original deve estar errada. O argumento se vale do princípio da não-contradição (uma proposição não pode ser, ao mesmo tempo, verdadeira e falsa) e do princípio do terceiro excluído (uma proposição é verdadeira ou é  falsa, não existindo uma terceira possibilidade).

## Descrição
Na lógica formal, reductio ad absurdum é usado quando uma contradição formal pode ser derivada de uma premissa, o que permite que alguém possa concluir que a premissa é falsa. Se uma contradição é derivada de uma série de premissas, isso mostra que pelo menos uma das premissas é falsa, mas outros meios devem ser utilizados para determinar qual delas.
Um exemplo de raciocínio dedutivo por redução ao absurdo foi a elegante prova matemática da irracionalidade da raiz quadrada de 2 apresentada por Aristóteles em Analytica Priora. Supondo que exista uma raiz racional de 2, e que ela possa ser expressa na forma a/b irredutível, é possível demonstrar que b deve ser par e também que a deve ser par. Se a fração a/b é irredutível, então a e b não podem ser par simultaneamente, pois, isso geraria uma fração redutível. Conclui-se, portanto, que a raiz quadrada de 2 não pode ser expressa por um número racional.
Reductio ad absurdum também é usado muitas vezes para descrever um argumento no qual uma conclusão é derivada de uma crença que todos (ou pelo menos aqueles que argumentam contrariamente) aceitarão como falsa ou absurda. No entanto, essa é uma forma débil de redução, uma vez que a decisão de rejeitar a premissa requer que a conclusão seja aceita como absurda. Embora uma contradição formal seja, por definição, absurda (inaceitável), um argumento reductio ad absurdum simplório pode ser rejeitado simplesmente aceitando-se propositadamente a conclusão absurda, pois ela por si própria deixará transparecer o seu teor paradoxal.
Há uma concepção errônea comum de que reductio ad absurdum simplesmente denota um "argumento bobo" e é por si só uma falácia lógica. Contudo, isso não é correto. Uma redução ao absurdo apropriadamente estruturada constitui um argumento válido.

## Na lógica matemática
A tabela de verdade da implicação é descrita da seguinte forma numa lógica binária (em que 1 = Verdade, 0 = Falso):
| a | b | a ⇒ b |
| - | - | ----- |
| 1 | 1 | 1     |
| 1 | 0 | 0     |
| 0 | 1 | 1     |
| 0 | 0 | 1     |

Na implicação a ⇒ b usam-se as designações:
- a é denominada hipótese;
- b é denominada tese.

A demonstração da tese é fundamentada pela hipótese, por uma sequência de passos lógicos.
Se a hipótese for falsa, então qualquer tese pode ser demonstrada, porque por definição, a implicação é verdadeira sempre que se usa uma premissa falsa.
No entanto a hipótese falsa pode servir para as "demonstrações por absurdo".
Com efeito partindo de uma hipótese a e deduzindo uma tese falsa b=0 (por contradição é ¬a, porque (a∧¬a)≡0) isso significa
a ⇒ 0
e aqui aplica-se a regra Modus tollens. Ou seja, admite-se que a dedução foi correta, logo a implicação é verdadeira, ou seja,
(a ⇒ 0) é verdade = 1,
mas consultando a tabela, vemos que a ⇒ 0 é 1 só quando a=0.
Portanto, deduzindo uma contradição de a, resulta que a negação de a é verdadeira, em lógica binária.

### Hipótese com várias hipóteses
Por abuso de linguagem, falam-se em hipóteses quando a hipótese a resulta de conjunção de duas (ou mais) partes
a = s ∧ h
onde as hipóteses s são as regras assumidas axiomaticamente, ou por aí deduzidas, e apenas a parte h é a nova hipótese a ser testada.
Nesse caso, sabemos que a=0 se e só se  s = 0 ou h = 0. Portanto, assumindo que s = 1, então é a nova hipótese que é necessariamente falsa, h = 0.

### Cálculo proposicional
No cálculo proposicional da lógica matemática, a redução ao absurdo pode expressar-se da seguinte forma:
{\displaystyle {\frac {s,\ h\to b\ ;\ s,\ h\to \lnot b}{s\to \lnot h}}}
o que significa que se de um sistema {\displaystyle s} (lista de axiomas, ou suas deduções) ao juntar a hipótese {\displaystyle h}, deduzimos {\displaystyle b} e também {\displaystyle \lnot b}, então nesse sistema infere-se {\displaystyle \lnot h} (o que corresponde ao mesmo descrito anteriormente).